# Poliesportiu Estació del Nord

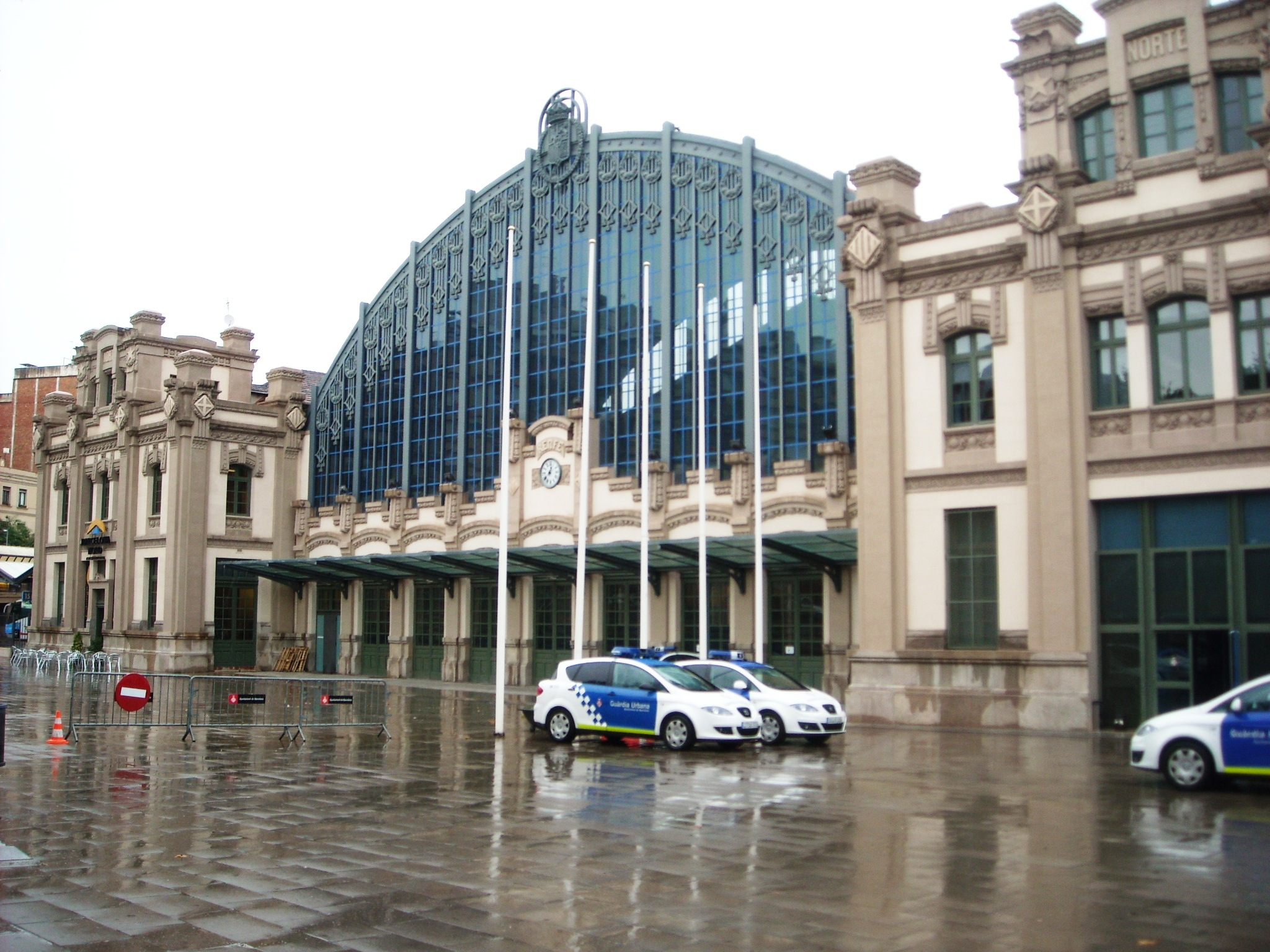
Sportzentrum Estació del Nord

Poliesportiu Estació del Nord (Katalanisch für ‚Sportzentrum Nordbahnhof‘), auf Spanisch Polideportivo Estación del Norte, ist ein Sportzentrum in Barcelona. Der Sportkomplex ist ein Bestandteil des 1856 erbauten Bahnhofsgebäudes Estació del Nord de Barcelona. Die Anlage liegt im Stadtbezirk Eixample sehr zentral, fast mittig im Stadtgefüge von Barcelona.

## Geschichte
Der Eisenbahnbetrieb wurde 1972 eingestellt. Nach Jahren der Vernachlässigung begannen 1990 die Umbauarbeiten nach Plänen des Architekten Enric Tous (* 1925) mit dem Ziel, zwei verschiedene nutzbare Bereiche zu schaffen. Es entstand unter Verwendung der alten Fassade der regionale Busbahnhof von Barcelona und die dahinter liegende ehemalige Eisenbahnhalle mit den Gleisanlagen wurde zur Multisport-Anlage umgestaltet. 1992 wurde die neue Sportanlage eingeweiht und war eine der Wettkampfstätten der Olympischen Sommerspiele. Ausgetragen wurden dort die Tischtennis-Wettbewerbe an acht Spieltischen, die durch eine mobile Tribüne mit einer Kapazität für 5500 Zuschauer umgeben war.  

## Installationen
Das Sportzentrum wird durch die Unió de Federacions Esportives de Catalunya (kurz: UFEC) verwaltet. Sie bietet Möglichkeiten für verschiedene Sportarten wie zum Beispiel Inlineskaten, Handball und Rollhockey, vier Basketballplätze, zwei Hallenhandball- oder Hallenfußballfelder, zwei Volleyballplätze, vier Tennisplätze, zwei Badmintonplätze und acht Tischtennisplatten. Angeschlossen sind in den Nebengebäuden der Fitnessbereich, ein Schwimmbecken mit einer Bahnlänge von 25 Metern mit mehreren Spuren sowie Saunabereich und Physiotherapie.